# Спутник-3

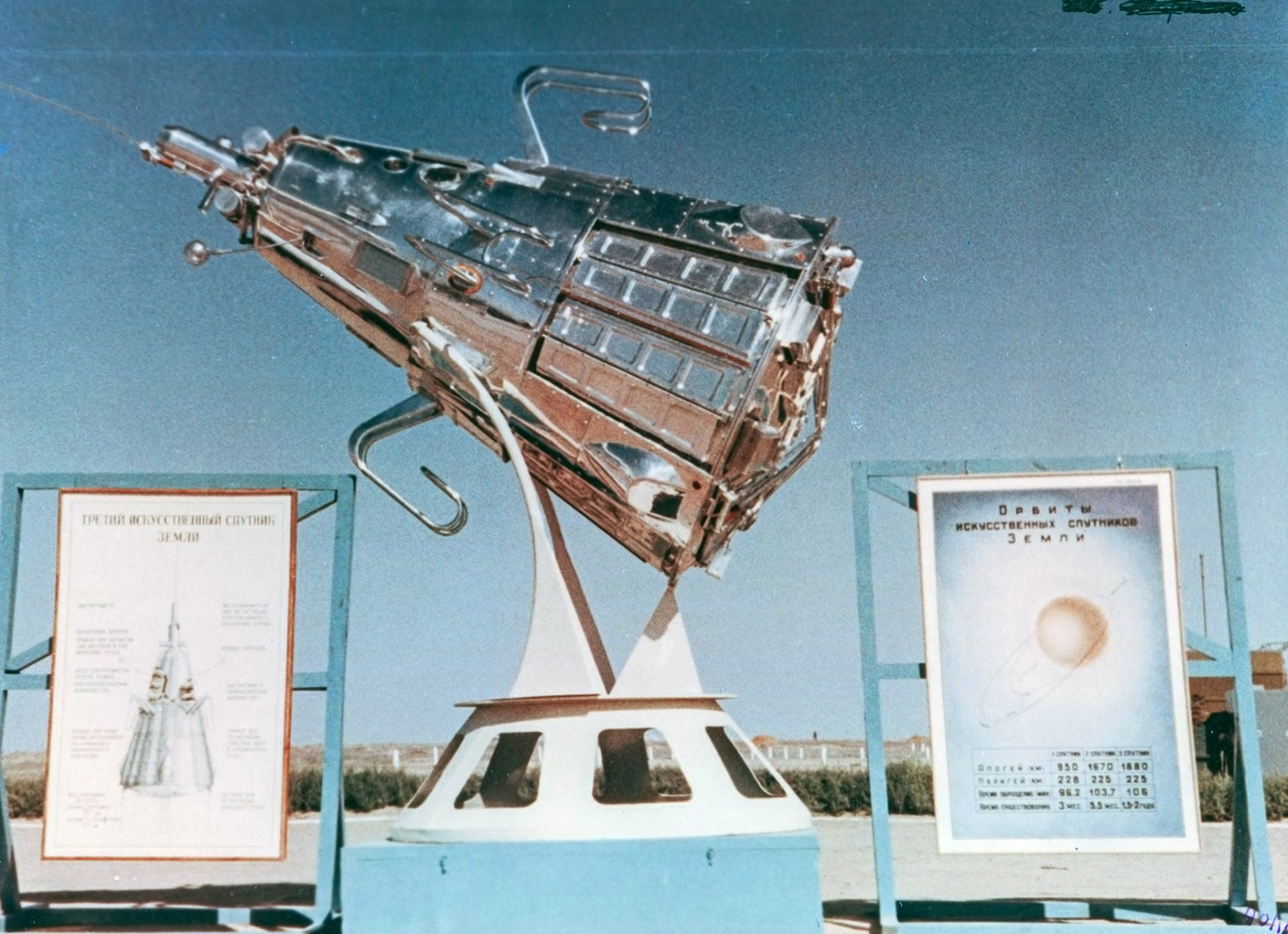
Спутник-3 на испытательном полигоне Капустин Яр

Спутник-3 (объект «Д», на стадии эскизного проекта — изделие 8К71Д, позднее изделие 8А91) — советский искусственный спутник Земли, объектом Д спутник назван по порядковому номеру типа полезной нагрузки (объектами А, Б, В, Г были разные виды головных частей); запущен 15 мая 1958 с космодрома Байконур облегченной модификацией межконтинентальной баллистической ракеты Р-7, названной Спутник-3.

### Вывод на орбиту
Первый запуск 27 апреля 1958 года закончился аварией носителя из-за колебаний давления в магистрали окислителя на 120 секунде полёта. Разгадать это явление удалось летом того же года, что позволило совершенствовать носитель дальше. Спутник был повреждён и было принято решение о запуске аппарата-дублера.
Повторная попытка вывода исследовательского спутника (Объект Д № 2) на орбиту Земли 15 мая 1958 года оказалась успешной.

### Конструкция
Спутник-3 был первым полноценным космическим аппаратом, обладающим всеми системами, присущими современным космическим аппаратам. Имея форму конуса с диаметром основания 1,73 метра и высотой 3,75 метра, спутник весил 1327 килограммов. На борту спутника было размещено 12 научных приборов. Последовательность их работы задавало программно-временное устройство. Впервые предполагалось применить бортовой магнитофон для записи телеметрии на тех участках орбиты, которые не были доступны наземным станциям слежения. Непосредственно перед стартом была обнаружена его неисправность, и спутник отправился в полет с неработающим магнитофоном.
Впервые бортовая аппаратура принимала и исполняла команды, переданные с Земли. Впервые была использована активная система терморегулирования для поддержания рабочих температур. Электроэнергию обеспечивали одноразовые химические источники, в дополнение к которым для экспериментальной проверки впервые были использованы солнечные батареи, от которых работал небольшой радиомаяк. Если в первых двух спутниках передатчики были сделаны на стержневых радиолампах, то в этом передатчике были использованы транзисторы П403. Его работа продолжалась и после того, как основные батареи исчерпали свой ресурс 3 июня 1958 года.

### Полет и работа на орбите
Спутник летал до 6 апреля 1960 года. На спутнике работали приборы, разработанные семью группами разработчиков. Приборы спутника изучали состав атмосферы на высотах полета, определяли концентрацию заряженных частиц, протонов и космических лучей, магнитных и электростатических полей, наличие и частоту встречи с микрометеоритами. Измерением магнитных полей занималась аппаратура, разработанная в ИЗМИРАН. Часть приборов разрабатывалась в НИИЯФ МГУ. Один из приборов уже успел слетать на втором спутнике. Для сокращения потребляемой мощности были применены транзисторы. На них были сделаны двоичные счетчики и преобразователь напряжения для ионизационной камеры. Прибор для изучения излучения Солнца потреблял мощность всего 2 ватта. Именно этот прибор питался и от химических, и от солнечных батарей, а данные с него отсылал на Землю передатчик, питаемый от солнечных батарей, рабочей частотой которого была выбрана частота 20,005 МГц. Его мощность составляла 1 ватт. На этой же частоте работал один из радиомаяков первого спутника, поэтому магнитофонные записи, сделанные радиолюбителями всего мира, внесли неоценимый вклад в изучение радиационных поясов Земли. Сильно вытянутая орбита с минимальным расстоянием от Земли около 226 километров, а максимальным — 1881 позволила уже в 1958 году определить безопасные для полёта человека высоты орбит.

## Научные результаты
Впервые в мире была зарегистрирована вспышка солнечных космических лучей за пределами земной атмосферы — от солнечной вспышки 7 июля 1958 года.

## Последующие события
С учётом опыта запуска третьего спутника в Королёвском КБ готовились к полёту 4-й, 5-й и 6-й спутники, в том числе спутник с индексом ОД (ориентируемый аппарат, который не кувыркался на орбите, а был всегда сориентирован относительно касательной к орбите и мог возвращать на землю капсулу). Но сильная загрузка КБ военной тематикой и перенацеливание космической программы на освоение Луны не позволили продолжить работы по этим аппаратам. Эти идеи были реализованы в корабле «Восток» и спутнике «Зенит».

## Память

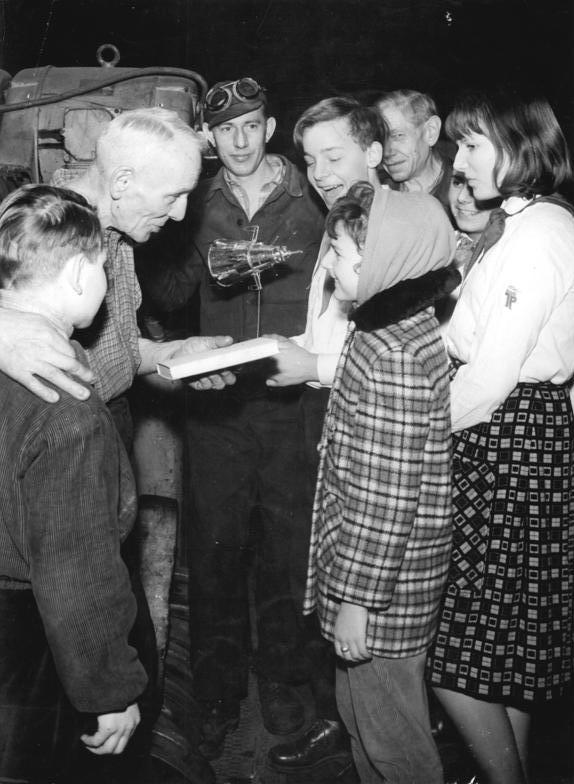
Бригада рабочих одного из заводов ГДР дарит пионерам-тельмановцам модель Спутника-3 (9 февраля 1960 года)
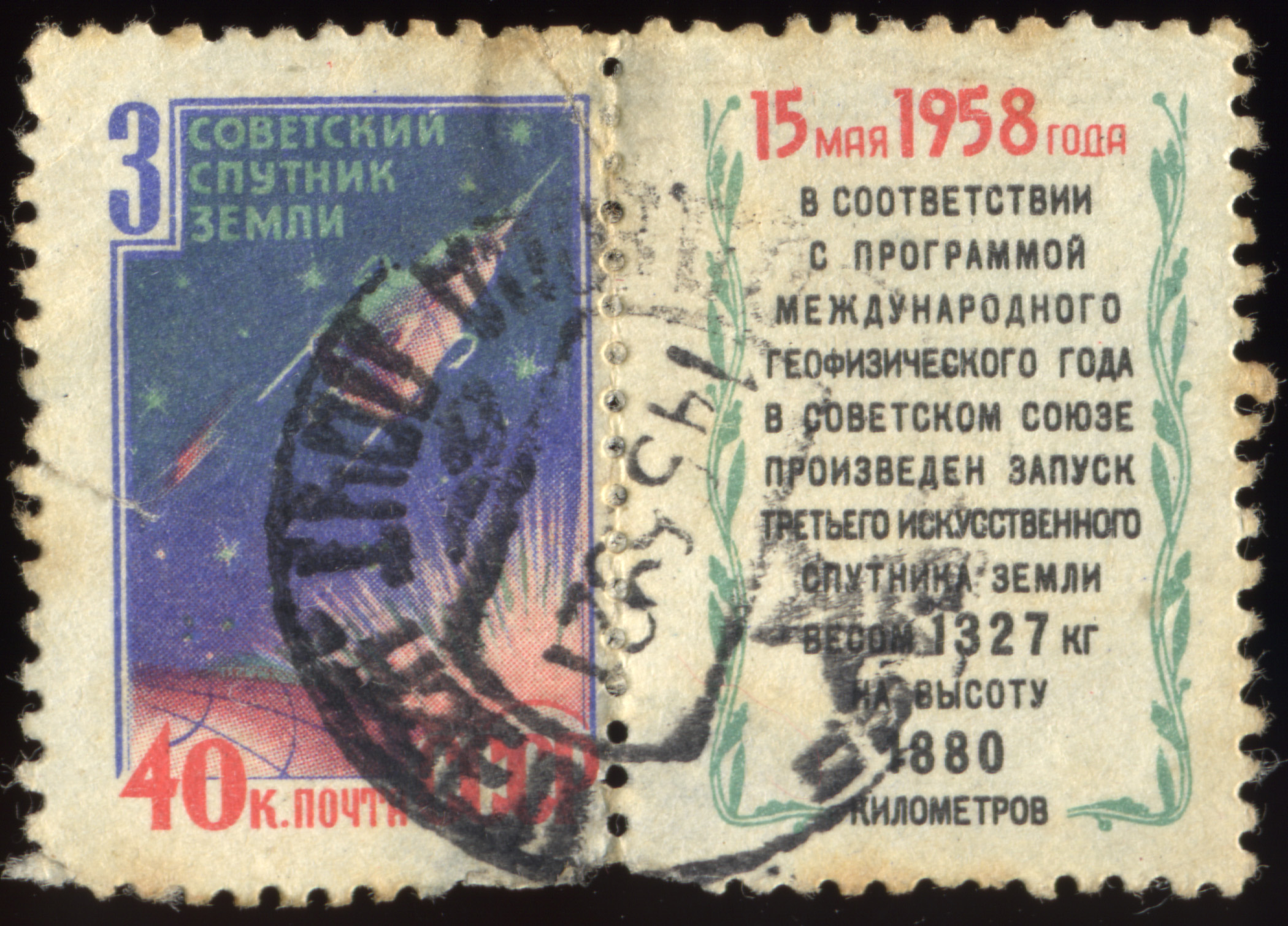
Почтовая марка, посвящённая запуску Спутника-3
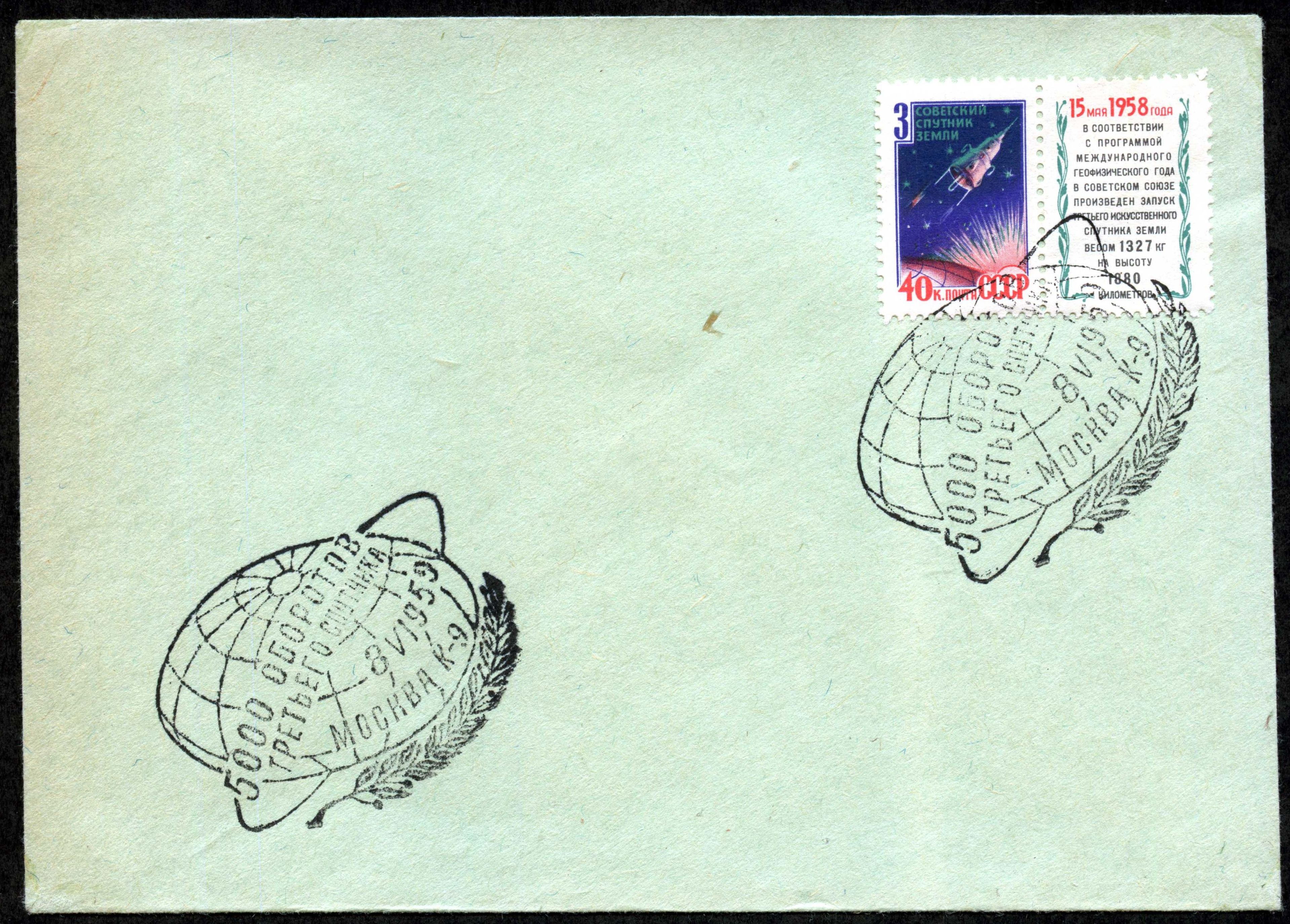
Почтовый конверт, посвящённый 5000 оборотов третьего искусственного спутника земли
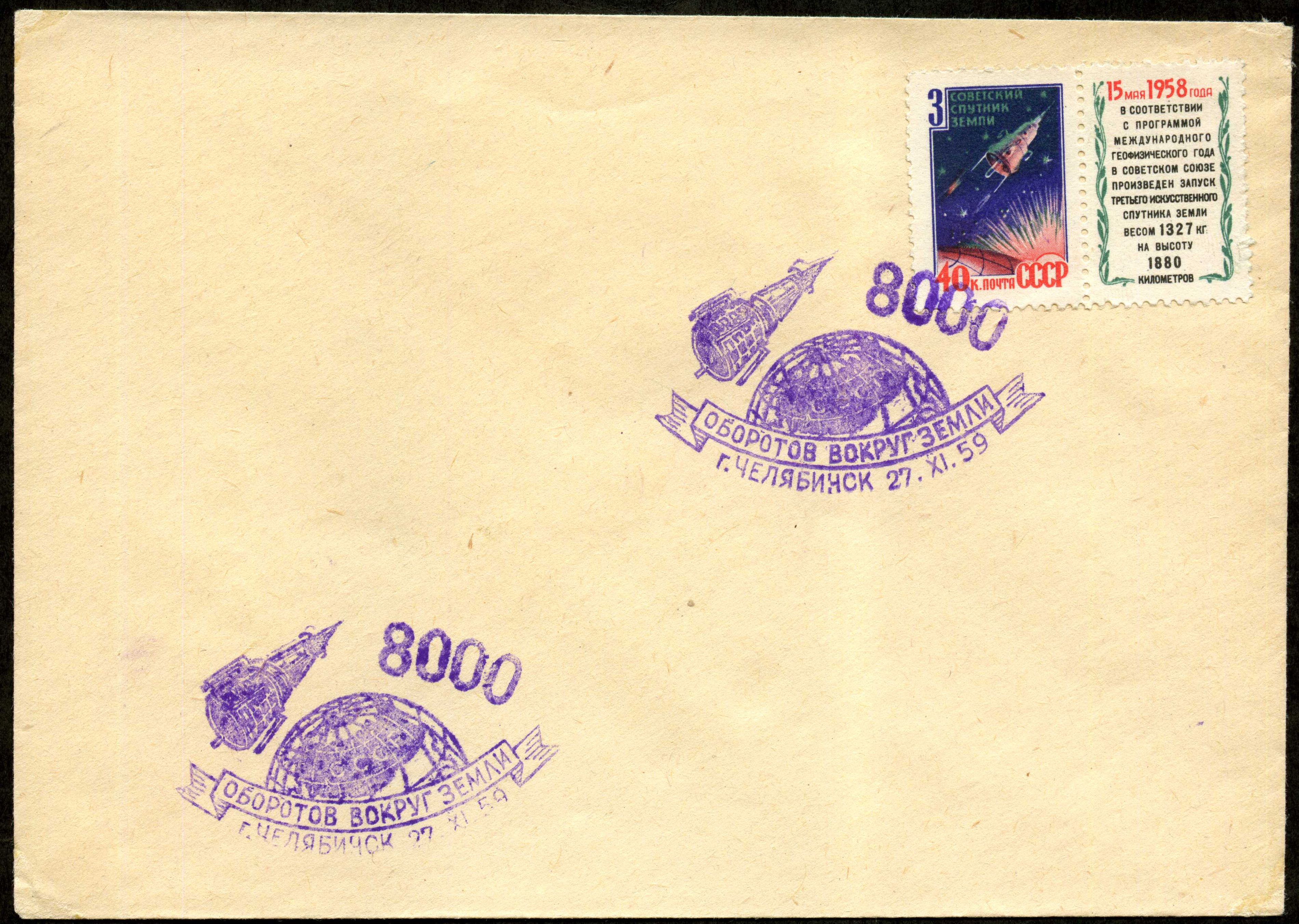
Почтовый конверт, посвящённый 8000 оборотов третьего искусственного спутника земли
Почтовый конверт, посвящённый 1 году в полёте третьего искусственного спутника земли
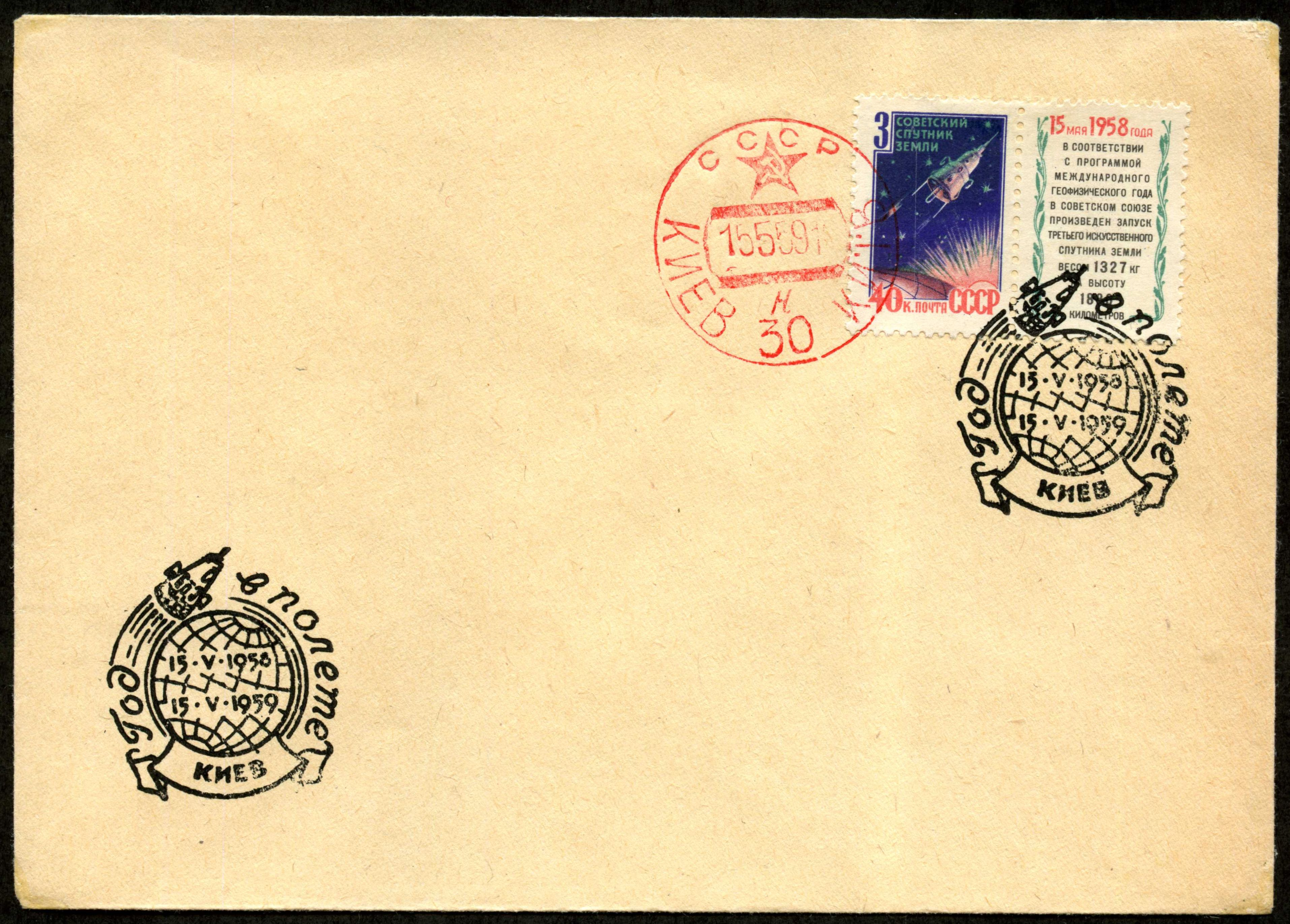
Почтовый конверт, посвящённый 1 году в полёте третьего искусственного спутника земли
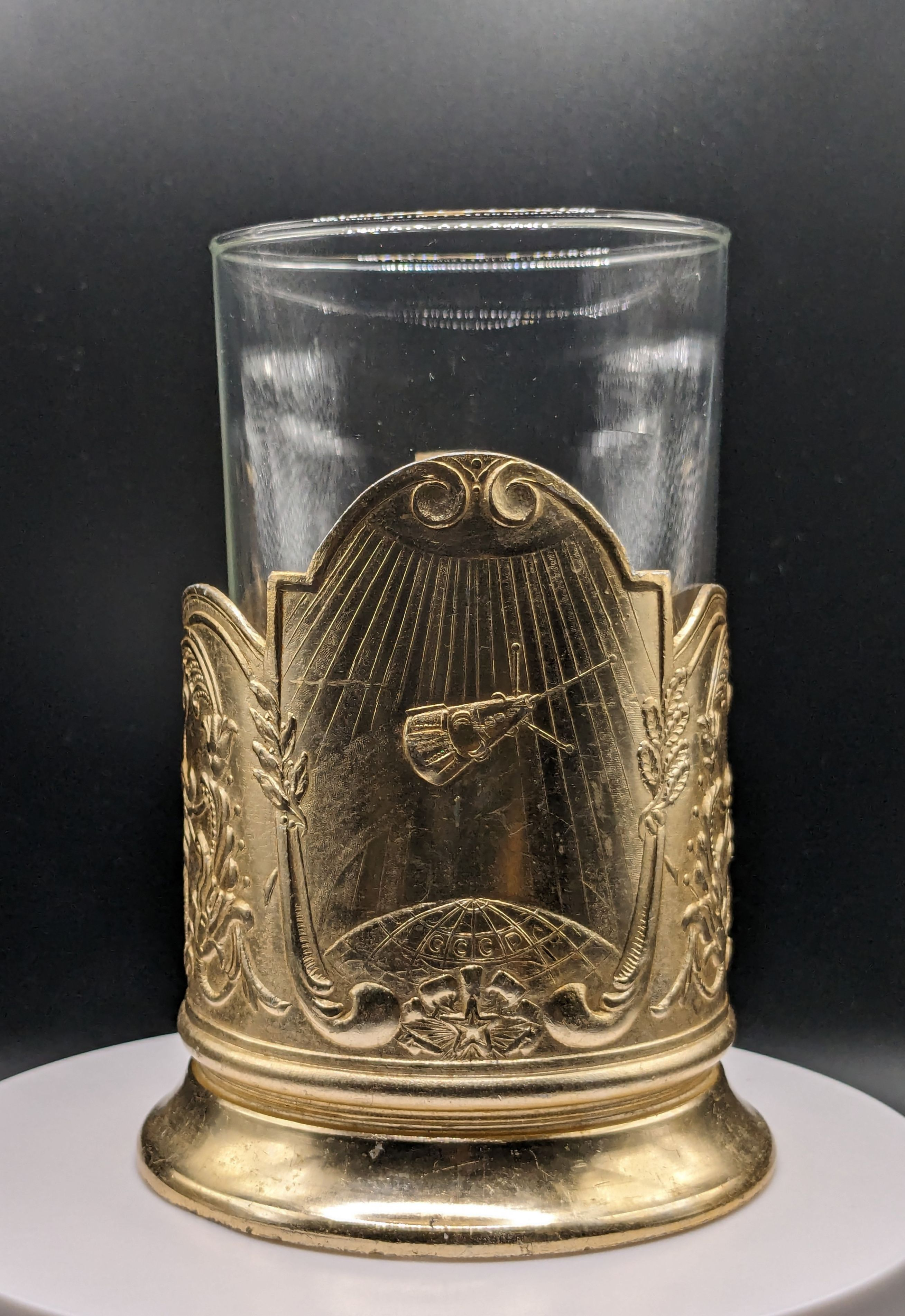
Подстаканник «Спутник-3», выпускавшийся московским заводом «Красный штамповщик»